# Алабердинское сельское поселение
Алабердинское сельское поселение — муниципальное образование в составе в Тетюшском районе Татарстана.
В состав поселения входит 1 населённый пункт — село Алабердино.
Сельское поселение расположено на севере района. По территории протекают река Улёма, её приток Шонга и более мелкие реки.

## Население
| 2010 | 2011 | 2012 | 2013 | 2014 | 2015 | 2016 |
| ---- | ---- | ---- | ---- | ---- | ---- | ---- |
| 521  | ↘516 | ↘506 | ↘493 | ↘478 | ↘463 | ↘461 |
| 2017 | 2018 |      |      |      |      |      |
| ↘444 | ↘439 |      |      |      |      |      |